# Chessy (Rhône)
Pour les articles homonymes, voir Chessy.
Chessy-les-Mines redirige ici.
Chessy est une commune française située dans le département du Rhône en région Auvergne-Rhône-Alpes, plus exactement au sud du Beaujolais. Elle est aussi appelée Chessy-les-Mines.

## Géographie

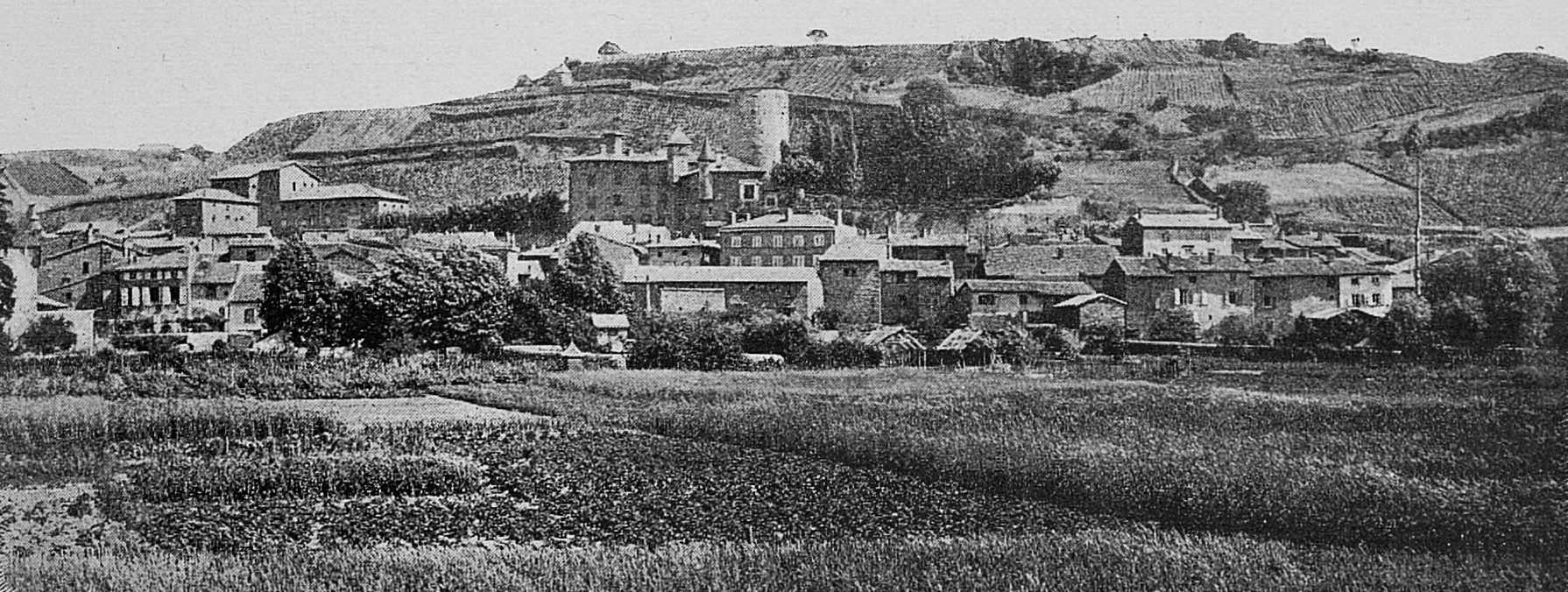
Vue d'ensemble de Chessy-les-Mines au début du XXe siècle.

### Localisation
Chessy est une commune de la vallée de l'Azergues, dans la région des Pierres dorées en Beaujolais.
|           | Bagnols               |           |
| Le Breuil | Chessy                | Châtillon |
|           | Saint-Germain-Nuelles |           |

### Climat
Pour des articles plus généraux, voir Climat d'Auvergne-Rhône-Alpes et Climat du Rhône.
En 2010, le climat de la commune est de type climat océanique altéré, selon une étude du Centre national de la recherche scientifique s'appuyant sur une série de données couvrant la période 1971-2000. En 2020, Météo-France publie une typologie des climats de la France métropolitaine dans laquelle la commune est exposée à un climat de montagne ou de marges de montagne et est dans la région climatique  Nord-est du Massif Central, caractérisée par une pluviométrie annuelle de 800 à 1 200 mm, bien répartie dans l’année. 
Pour la période 1971-2000, la température annuelle moyenne est de 11,6 °C, avec une amplitude thermique annuelle de 18,1 °C. Le cumul annuel moyen de précipitations est de 795 mm, avec 9,1 jours de précipitations en janvier et 6,2 jours en juillet. Pour la période 1991-2020, la température moyenne annuelle observée sur la station météorologique de Météo-France la plus proche, « Le Breuil », sur la commune du Breuil à 3 km à vol d'oiseau, est de 11,6 °C et le cumul annuel moyen de précipitations est de 749,8 mm,. Pour l'avenir, les paramètres climatiques de la commune estimés pour 2050 selon différents scénarios d'émission de gaz à effet de serre sont consultables sur un site dédié publié par Météo-France en novembre 2022.
| Mois                                  | jan.             | fév.           | mars           | avril         | mai             | juin           | jui.           | août           | sep.            | oct.            | nov.             | déc.          | année      |
| ------------------------------------- | ---------------- | -------------- | -------------- | ------------- | --------------- | -------------- | -------------- | -------------- | --------------- | --------------- | ---------------- | ------------- | ---------- |
| Température minimale moyenne (°C)     | −0,7             | −0,5           | 1,8            | 4,4           | 8,3             | 11,8           | 13,6           | 13,2           | 9,7             | 6,8             | 2,8              | 0             | 5,9        |
| Température moyenne (°C)              | 3,2              | 4,2            | 7,8            | 10,8          | 14,8            | 18,6           | 20,7           | 20,4           | 16,3            | 12,2            | 7                | 3,7           | 11,6       |
| Température maximale moyenne (°C)     | 7,1              | 9              | 13,7           | 17,1          | 21,3            | 25,4           | 27,9           | 27,6           | 22,9            | 17,5            | 11,2             | 7,4           | 17,3       |
| Record de froid (°C) date du record   | −21,3 16.01.1985 | −15,2 05.02.12 | −13,1 01.03.05 | −7,5 08.04.03 | −2,7 01.05.1976 | 1,4 05.06.1975 | 4,1 01.07.1972 | 2,7 30.08.1986 | −1,2 29.09.1972 | −7,4 30.10.1997 | −11,1 23.11.1998 | −14 30.12.05  | −21,3 1985 |
| Record de chaleur (°C) date du record | 20,9 10.01.15    | 21,4 23.02.21  | 26,8 24.03.01  | 29 25.04.07   | 33,2 24.05.09   | 37,6 22.06.03  | 40 31.07.20    | 40,2 13.08.03  | 34,2 14.09.20   | 28,8 04.10.11   | 23 03.11.05      | 20,2 08.12.10 | 40,2 2003  |
| Précipitations (mm)                   | 45,6             | 37,1           | 42,4           | 57,9          | 72,4            | 73,3           | 71,1           | 69,6           | 67,7            | 80              | 82,6             | 50,1          | 749,8      |

## Urbanisme

### Typologie
Au 1er janvier 2024, Chessy est catégorisée bourg rural, selon la nouvelle grille communale de densité à sept niveaux définie par l'Insee en 2022.
Elle appartient à l'unité urbaine de Val d'Oingt, une agglomération intra-départementale regroupant neuf  communes, dont elle est ville-centre,,. Par ailleurs la commune fait partie de l'aire d'attraction de Lyon, dont elle est une commune de la couronne,. Cette aire, qui regroupe 397 communes, est catégorisée dans les aires de 700 000 habitants ou plus (hors Paris),.

### Occupation des sols
L'occupation des sols de la commune, telle qu'elle ressort de la base de données européenne d’occupation biophysique des sols Corine Land Cover (CLC), est marquée par l'importance des territoires agricoles (68,4 % en 2018), en diminution par rapport à 1990 (77,4 %). La répartition détaillée en 2018 est la suivante : 
prairies (29,9 %), zones urbanisées (25,8 %), zones agricoles hétérogènes (22,9 %), cultures permanentes (15,6 %), forêts (5,8 %). L'évolution de l’occupation des sols de la commune et de ses infrastructures peut être observée sur les différentes représentations cartographiques du territoire : la carte de Cassini (XVIIIe siècle), la carte d'état-major (1820-1866) et les cartes ou photos aériennes de l'IGN pour la période actuelle (1950 à aujourd'hui).

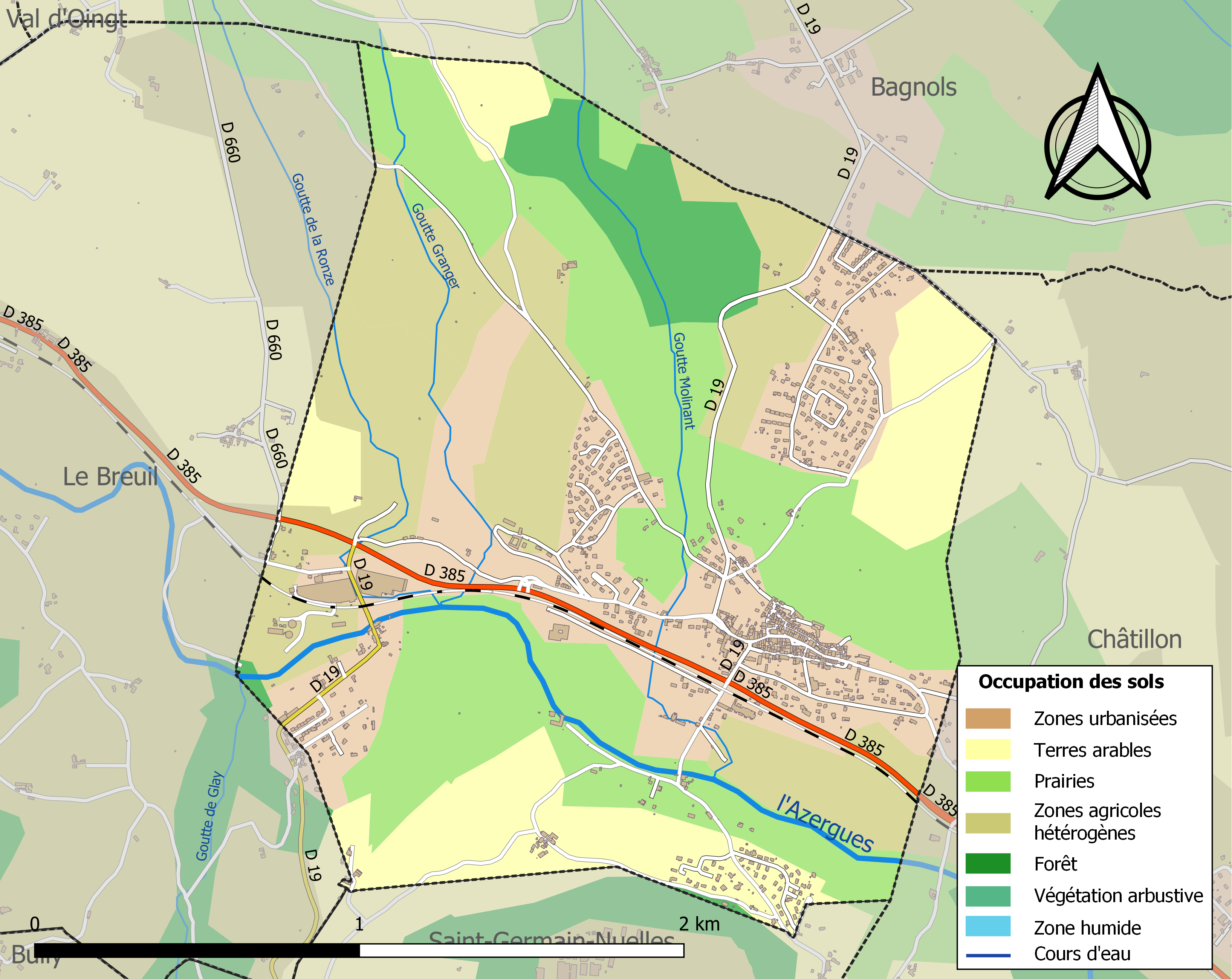
Carte des infrastructures et de l'occupation des sols de la commune en 2018 (CLC).

### Voies de communication et transports
- Ligne de bus TER.

## Histoire
L'histoire de Chessy est marquée par la présence de mines de cuivre qui auraient été exploitées à l'époque romaine puis abandonnées, avant la reprise de l'extraction au XVe siècle. Les mines sont alors la propriété de Jacques Cœur. Plusieurs filons (mine noire, mine jaune, etc.) ont été successivement exploités, chacun produisant un minerai différent duquel était extrait le cuivre. L'un de ces minerais, une variété (Habitus) d'azurite, est nommé chessylite car il a été découvert à Chessy (mine bleue). À la fin du XIXe siècle, l'épuisement de ce dernier filon entraîne la fermeture définitive des mines.

## Politique et administration

### Administration municipale
| Période                                  | Période                       | Identité                 | Étiquette | Qualité |
| ---------------------------------------- | ----------------------------- | ------------------------ | --------- | --- |
| 1919                                     | 1921                          | Claudius Debilly         |           | |
| 1921                                     | 1925                          | Jean Gauvry              |           | |
| 1925                                     | 1929                          | François Murat           |           | |
| 1929                                     | 1944                          | Pierre Renard            |           | |
| 1944                                     | 1945                          | Louis Aulas              |           | |
| 1945                                     | 1961                          | Jean Marie Eliot         |           | |
| 1962                                     | 1982                          | Jean Bidon               |           | |
| 1982                                     | 1989                          | Paul-Émile Monnier       |           | Médecin |
| 1989                                     | 2001                          | François Jeannetaud      |           | |
| 2001                                     | 2008                          | Pierre Versaud           | DVG       | |
| 2008                                     | En cours (au 19 janvier 2021) | Thierry Padilla-Quintana | UDI       | Cadre de la fonction publique 11e vice-président de la CC Beaujolais Pierres Dorées Réélu pour le mandat 2020-2026 |
| Les données manquantes sont à compléter. |                               |                          |           | |

### Intercommunalité
La commune fait partie de la communauté de communes Beaujolais  Pierres Dorées.
Elle fait aussi partie de l'unité urbaine de Val d'Oingt.

## Population et société

### Démographie
L'évolution du nombre d'habitants est connue à travers les recensements de la population effectués dans la commune depuis 1793. Pour les communes de moins de 10 000 habitants, une enquête de recensement portant sur toute la population est réalisée tous les cinq ans, les populations de référence des années intermédiaires étant quant à elles estimées par interpolation ou extrapolation. Pour la commune, le premier recensement exhaustif entrant dans le cadre du nouveau dispositif a été réalisé en 2006.

En 2022, la commune comptait 2 058 habitants, en évolution de +0,1 % par rapport à 2016 (Rhône : +3,93 %, France hors Mayotte : +2,11 %).
| 1793 | 1800 | 1806 | 1821 | 1831 | 1836 | 1841 | 1846 | 1851 |
| ---- | ---- | ---- | ---- | ---- | ---- | ---- | ---- | ---- |
| 520  | 491  | 515  | 480  | 704  | 653  | 762  | 718  | 892  |

| 1856  | 1861  | 1866  | 1872  | 1876  | 1881 | 1886 | 1891 | 1896 |
| ----- | ----- | ----- | ----- | ----- | ---- | ---- | ---- | ---- |
| 1 004 | 1 132 | 1 078 | 1 055 | 1 096 | 973  | 888  | 812  | 773  |

| 1901 | 1906 | 1911 | 1921 | 1926 | 1931 | 1936 | 1946 | 1954 |
| ---- | ---- | ---- | ---- | ---- | ---- | ---- | ---- | ---- |
| 777  | 781  | 757  | 653  | 840  | 914  | 848  | 790  | 811  |

| 1962 | 1968 | 1975 | 1982  | 1990  | 1999  | 2006  | 2011  | 2016  |
| ---- | ---- | ---- | ----- | ----- | ----- | ----- | ----- | ----- |
| 878  | 942  | 977  | 1 098 | 1 262 | 1 313 | 1 509 | 1 836 | 2 056 |

| 2021  | 2022  | - | - | - | - | - | - | - |
| ----- | ----- | - | - | - | - | - | - | - |
| 2 069 | 2 058 | - | - | - | - | - | - | - |

### Enseignement
- 2 écoles primaires.
- 1 crèche
- Maison Familiale Rurale de Chessy-les-Mines.

### Manifestations culturelles et festivités
- La médiathèque intercommunale de Châtillon-Chessy[21] offre l'accès à diverses activités culturelles et permet la consultation sur place ou l'emprunt de livres, CDs et DVDs ainsi que l'accès à Internet. Ses collections sont renouvelées en partie sur budget des deux communes de Châtillon d'Azergues et Chessy-les-Mines et en partie grâce aux services de la médiathèque départementale du Rhône dont 400 000 documents sont réservables et livrés par navette mensuelle. La convention avec la médiathèque départementale du Rhône permet par ailleurs aux inscrits de la bibliothèque municipale d'accéder à des services numériques spécifiques[22].

## Économie
- Commerces de proximité

### Tourisme
La commune est traversée par le sentier de grande randonnée de pays Tour du Beaujolais des Pierres dorées.

## Culture locale et patrimoine

### Lieux et monuments
- L'église de style gothique datée de la fin du XVe siècle et dont des parties plus anciennes remonteraient au XIIe siècle[réf. nécessaire] a été inscrite monument historique le 19 janvier 1926[23]. Son bénitier du XVIe siècle, dû au sculpteur Jehan Gerba, et ses vitraux sont classés à titre d'objets.
- Une statue de la Vierge (la Madone) surplombe le village.
- Château de Courbeville : le village conserve des restes de fortifications du Moyen Âge (mur d'enceinte, porte), le château de Courbeville est inscrit monument historique le 7 juin 1926[24].
- Le château de Chessy, inscrit monument historique le 6 septembre 2004[25].

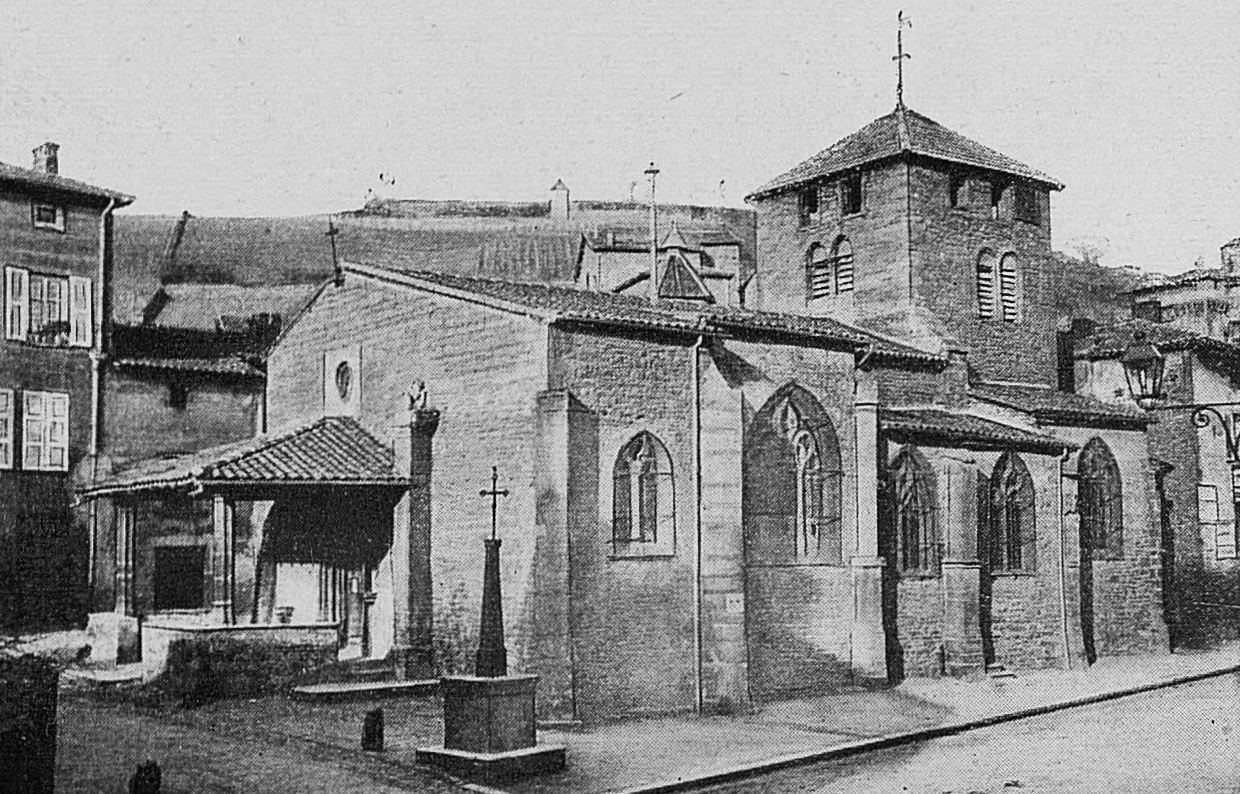
L'église entre 1901 et 1902.
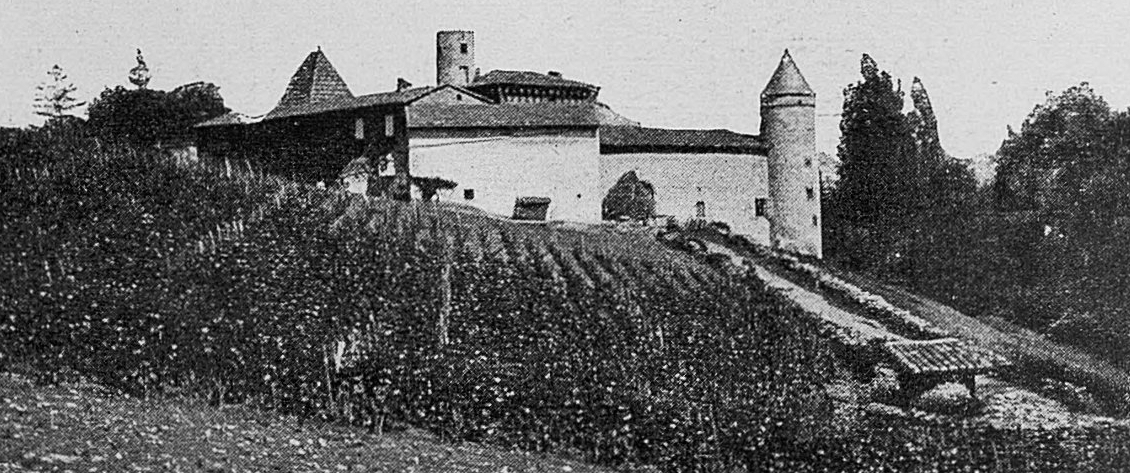
Le château de Courbeville au début du XXe siècle.
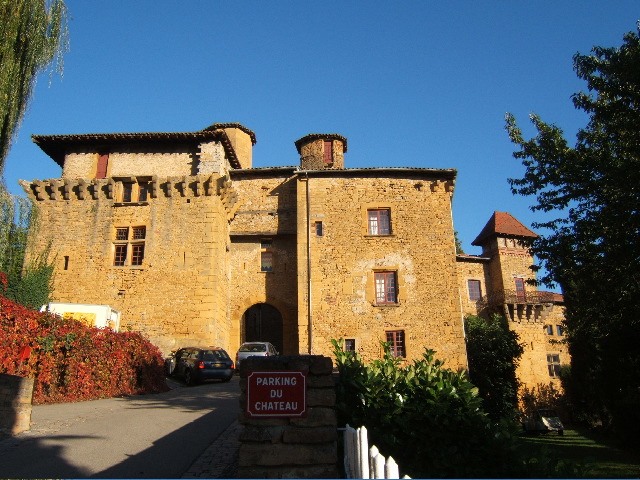
Château de Chessy-les-Mines.
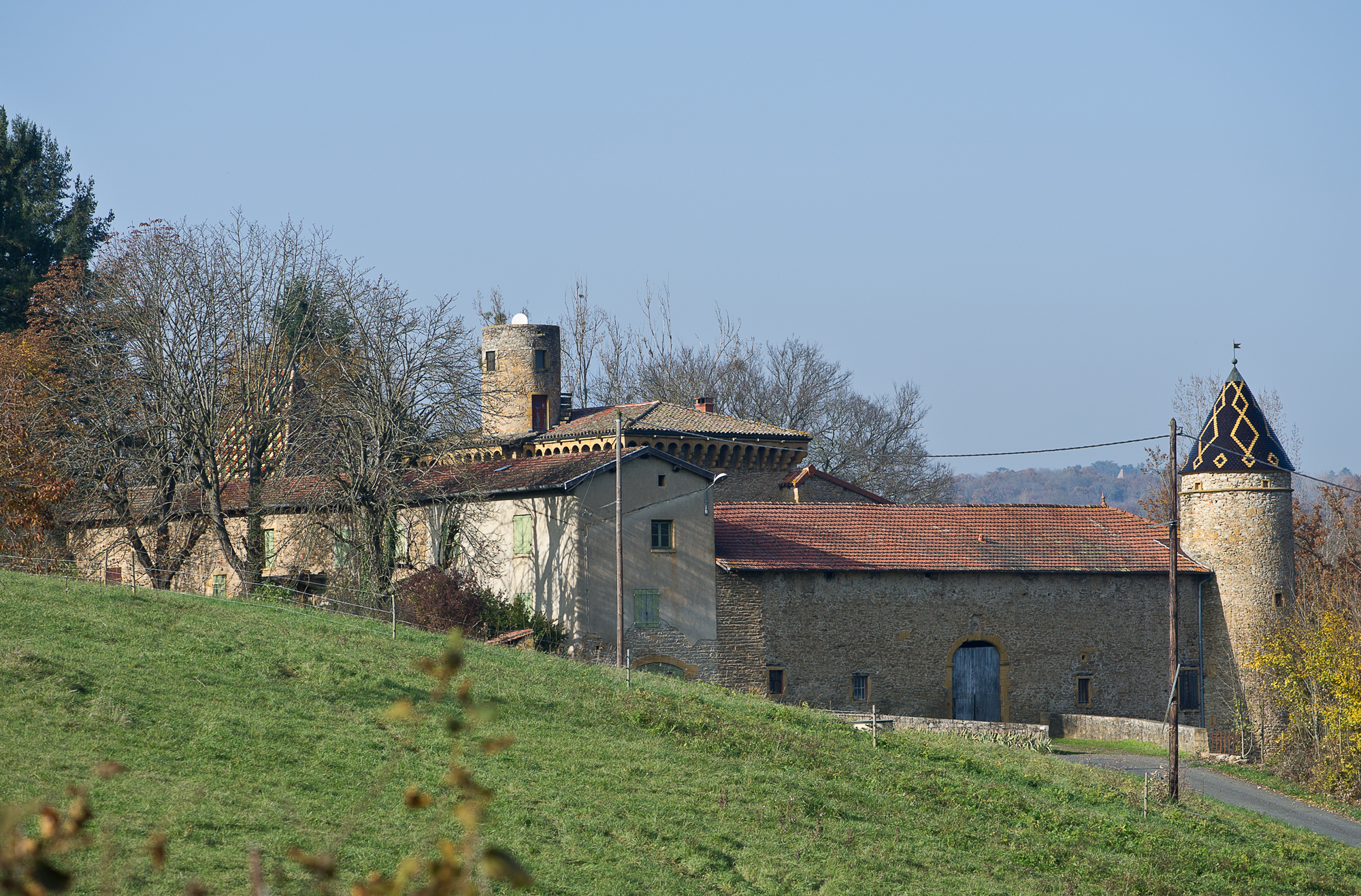
Château de Courbeville à Chessy-les-Mines.

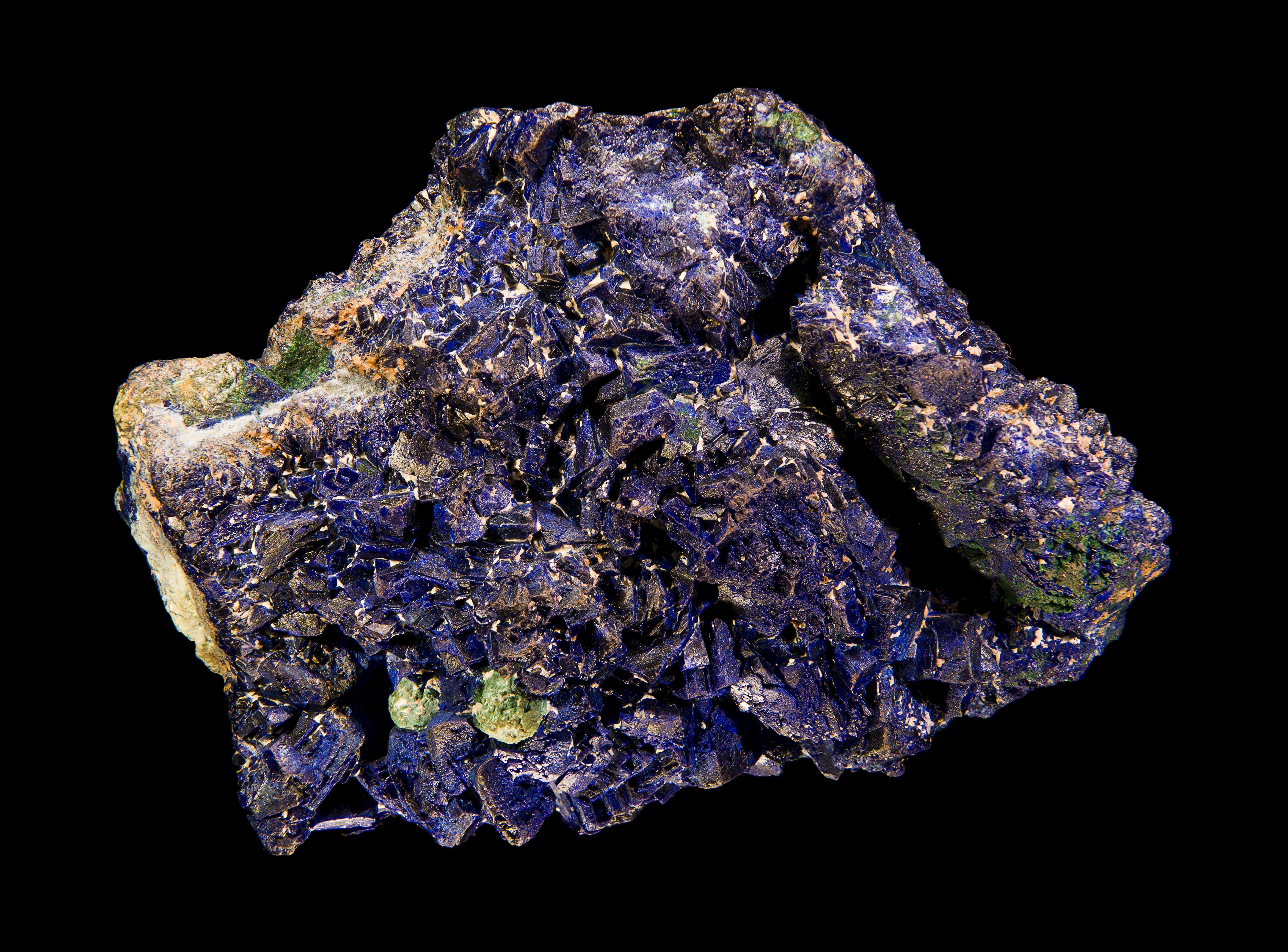
Azurite « Chessylite » -
Chessy-les-Mines - Rhône - France
(8 × 6 cm).

### Personnalités liées à la commune
- Abbé Fétel, curé vers 1866, à l'origine de la création de la variété de poire à laquelle son nom a été donné.
- Jacques Cœur (1395 - 1456), dont les armoiries (cœur et coquille) se retrouvent sur celles de la commune. Deux vitraux en couleur de l'église montrent Jacques Cœur et son épouse.
- Jean-Baptiste Perret, ami de Victor Hugo, fut sénateur-maire de Chessy au XIXe siècle.
- Gabriel Jars « père » (1695-1770), Gabriel Jars « l'aîné » (1729-1808), Gabriel Jars « le jeune » (1732-1769), propriétaires des mines de cuivre de Chessy et de Sain-Bel.